# Robert Aramayo

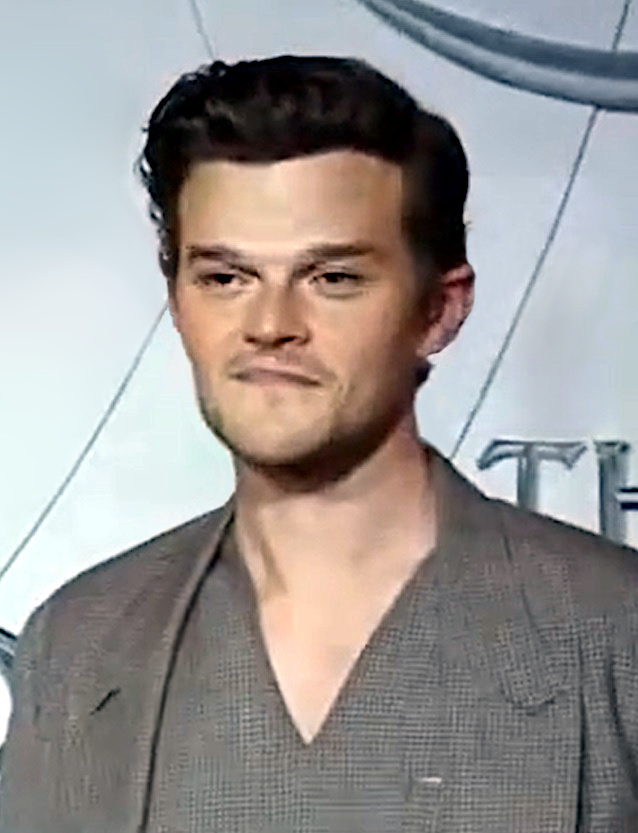
Robert Aramayo im Jahr 2022

Robert Aramayo (* 7. November 1992 in Hull, England) ist ein britischer Schauspieler.

## Leben und Karriere
Robert Aramayo schauspielerte erstmals in einer Grundschulproduktion im Alter von sieben Jahren. Im Alter von 10 trat er dem Hull Truck Youth Theatre bei, mit dem er drei Stücke pro Jahr aufführte. Seine ältere Schwester war ebenfalls ein Teil dieser Theatergruppe.
Er besuchte das Wyke College in seiner Heimatstadt, bevor er 2011 an der Juilliard School in New York City angenommen wurde. Durch seine Darstellerleistung als Alex in einer Aufführung von Anthony Burgess’ A Clockwork Orange, konnte er seine erste Film-Hauptrolle in der italo-amerikanischen Produktion Lost in Florence ergattern. Die Veröffentlichung ist für 2017 vorgesehen.
2016 und 2017 wirkte er in der sechsten und siebten Staffel der Erfolgsserie Game of Thrones in Rückblicksszenen als junger Eddard Stark mit und war außerdem im Film Nocturnal Animals zu sehen.
Aramayo übernahm eine Hauptrolle in der Miniserie Harley and the Davidsons – Legende auf zwei Rädern an der Seite von Michiel Huisman und Bug Hall, die 2017 veröffentlicht wurde. 2021 übernahm er die Rolle des Rob in der sechsteiligen Thrillerserie Sie weiß von Dir. 2022 übernahm er in der Serie Der Herr der Ringe: Die Ringe der Macht in einer Hauptrolle die Verkörperung des jüngeren Elronds.

## Filmografie (Auswahl)
- 2016: Nocturnal Animals
- 2016: Harley and the Davidsons – Legende auf zwei Rädern (Harley and the Davidson, Miniserie, 3 Episoden)
- 2016–2017: Game of Thrones (Fernsehserie, 4 Episoden)
- 2017: Lost in Florence
- 2018: Galveston – Die Hölle ist ein Paradies (Galveston)
- 2018: The Standoff at Sparrow Creek
- 2019: Mindhunter (Fernsehserie, Episode 2x04)
- 2019: Suicide Tourist – Es gibt kein Entkommen (Selvmordsturisten)
- 2020: Antebellum
- 2020: The Empty Man
- 2021: Sie weiß von Dir (Behind Her Eyes, Fernsehserie, 6 Episoden)
- 2021: The King’s Man: The Beginning (The King’s Man)
- seit 2022: Der Herr der Ringe: Die Ringe der Macht (The Lord of the Rings: The Rings of Power, Fernsehserie)
- 2024: Lilies Not for Me